# Mikko Carlstedt
Mikko Vilhelm Sakari Carlstedt, född 14 april 1892 i Lundo, död 15 februari 1964 i Helsingfors, var en finländsk expressionistisk målare.
Carlstedts föräldrar var stationsföreståndaren Carl Zachris Carlstedt och Anna Mathilda Carlstedt f.Danielsson. Hans bror Kalle Carlstedt var också konstnär och främst känd för sina träsnitt. 
Mikko Carlstedt studerade vid Finska Konstföreningens ritskola 1911–1913 och debuterade som konstnär i Helsingfors 1912. Carlstedts verk var med vid utställningen Finlands Konstnärer 1912-1916, 1918, 1923, 1925, 1941, 1954 och 1967 och vid Finlands konstakademis utställning 1950, 1953 och 1965. Han deltog i internationella utställningar i Köpenhamn 1919, Tallinn 1930, Tartu 1931, Moskva 1934, Riga 1935 och Budapest och Wien 1937. Carlstedt hörde till den finska konstnärsgruppen Novembergruppen som grundades 1916.
Carlstedt var en vän till den ålandske konstnären och författaren Joel Pettersson som han träffade under en Ålandsvistelse 1918. Pettersons brev till Carlstedt har publicerats i en biografi över Pettersson från 1977, Pojken och den gråa byn av Valdemar Nyman.  
Carlstedt fick Pro Finlandia-medaljen 1962 och beviljades konstnärspension av finska staten 1959. Carlstedt är representerad vid Åbo Akademi.

## Målningar
- Maisema/Landskap, 1909
- Omakuva/Självporträtt, 1913
- Sateen jälkeen/Efter regnet, 1917
- Huivipäinen tyttö/Flicka med sjal, 1920
- Peiliasetelma/Stilleben med spegel, 1920
- Jänis, asetelma/Haren, stilleben, 1921
- Asetelma/Stilleben, 1926
- Sääksmäen kirkko/Sääksmäkis kyrka, 1928
- Asetelma/Stilleben, 1936

### Uppslagsverk
- Carlstedt, Mikko i Uppslagsverket Finland (webbupplaga, 2012). CC-BY-SA 4.0
- Finska konstnärsmatrikeln
- Nyman, Valdemar (1977). Pojken och den gråa byn: Joel Pettersson 1892–1937. Mariehamn: Lts förlag. ISBN 91-36-01055-3

### Fotnoter
1. ↑  Åbo Akademi, sid 78, ISBN 952-9576-01-3, 1993

Den här artikeln är helt eller delvis baserad på material från finskspråkiga Wikipedia, tidigare version.